# Liga BFA 2019 - Feminino
A Liga BFA 2019 - Feminino é a sexta edição do Campeonato Brasileiro Feminino de Futebol Americano. É a primeira edição na qual a Liga Brasil Futebol Americano (Liga BFA) é organizadora da competição sob chancela da Confederação Brasileira de Futebol Americano (CBFA).
O Curitiba Silverhawks conquistou o título inédito de forma invicta ao derrotar de virada o Bangu Castores na final após está perdendo por 20 a 0, terminou vencendo o jogo por 21 a 20.

## Fórmula de disputa
Os times estão divididos em dois grupos: 1 e 2. Os times enfrentam os adversários dentro de seu próprio grupo. Os dois melhores colocados de cada grupo avançam às Semifinais, com o primeiro colocado recebendo o segundo do outro grupo. Os vencedores avançam para a final. Os mandos de campo dos Playoffs são sempre dos times com melhores campanhas.

### Critérios de desempate
Em caso de empate no número de vitórias, a classificação das equipes, dentro dos grupos, como também dentro de cada conferência se dará pelos seguintes critérios, na ordem abaixo:
a) No caso de empate entre duas equipes: 
1. Vitória no confronto direto;
2. Maior força de tabela (que é a porcentagem obtida da razão entre o número total de vitórias pelo número total de partidas disputadas, de todos os adversários enfrentados por ela, na temporada regular);
3. Menor número de touchdowns cedidos.

b) No caso de empate entre mais de duas equipes, ou caso duas equipes empatadas não tenham confronto direto para desempate:
1. Maior força de tabela entre as equipes empatadas;
2. Maior número de vitórias nos confrontos entre as equipes empatadas;
3. Menor número de touchdowns cedidos.
4. Sorteio

## Equipes participantes
Este torneio conta com a participação de oito equipes, o maior número de participantes da história. A equipe do Sinop Coyotes, atual campeã, não participa da competição.
| Grupo 1                                                                 | Grupo 2                                                                                 |
| ----------------------------------------------------------------------- | --------------------------------------------------------------------------------------- |
| - Brasília Pilots - Bangu Castores - Portuguesa FA - São Paulo Panthers | - America Big Riders - Curitiba Cold Killers - Curitiba Silverhawks - Spartans Football |

## Classificação da Temporada Regular
Classificados para os Playoffs estão marcados em verde.

### Grupo 1
| Pos | Times              | V | E | D | PCT   | PF  | PS  | SP   |
| --- | ------------------ | - | - | - | ----- | --- | --- | ---- |
| 1   | Bangu Castores     | 3 | 0 | 0 | 1.000 | 104 | 26  | 78   |
| 2   | Brasília Pilots    | 2 | 0 | 1 | .667  | 82  | 50  | 32   |
| 3   | Portuguesa FA      | 1 | 0 | 2 | .333  | 58  | 52  | 6    |
| 4   | São Paulo Panthers | 0 | 0 | 3 | .000  | 0   | 116 | -116 |

#### Resultados
Primeira Rodada
| 27 de julho 14:00 UTC -3 | Relatório | Portuguesa FA | 14–22 | Bangu Castores |  | Estádio do Canindé, São Paulo-SP |  |

| 3 de agosto 14:00 UTC -3 | Relatório | Brasília Pilots | 40–00 | São Paulo Panthers |  | Estádio Augustinho Lima, Sobradinho-DF |  |

Segunda Rodada
| 25 de agosto 10:00 UTC -3 | Relatório | São Paulo Panthers | 00–24 | Portuguesa FA |  | CT Touchdown, São Paulo-SP |  |

| 15 de setembro 13:30 UTC -3 | Relatório | Bangu Castores | 30–12 | Brasília Pilots |  | Centro Esportivo Miécimo da Silva, Rio de Janeiro-RJ |  |

Terceira Rodada
| 5 de outubro 14:00 UTC -3 | Relatório | Brasília Pilots | 30–20 | Portuguesa FA |  | Estádio Augustinho Lima, Sobradinho-DF |  |

| 12 de outubro 14:00 UTC -3 | Relatório | São Paulo Panthers | 00–52 | Bangu Castores |  | CT Touchdown, São Paulo-SP |  |

### Grupo 2
| Pos | Times                 | V | E | D | PCT   | PF  | PS  | SP   |
| --- | --------------------- | - | - | - | ----- | --- | --- | ---- |
| 1   | Curitiba Silverhawks  | 3 | 0 | 0 | 1.000 | 149 | 0   | 149  |
| 2   | America Big Riders    | 2 | 0 | 1 | .667  | 82  | 34  | 48   |
| 3   | Curitiba Cold Killers | 1 | 0 | 2 | .333  | 56  | 67  | -11  |
| 4   | Spartans Football     | 0 | 0 | 3 | .000  | 0   | 137 | -137 |

#### Resultados
Primeira Rodada
| 28 de julho 10:00 UTC -3 | Relatório | America Big Riders | 33–07 | Curitiba Cold Killers |  | Estádio Cerezão, Rio de Janeiro-RJ |  |

| 4 de agosto 10:00 UTC -3 | Relatório | Spartans Football | 00–39 | Curitiba Silverhawks |  | CT Touchdown, São Paulo-SP |  |

Segunda Rodada
| 31 de agosto | W.O. | America Big Riders | 49–00 | Spartans Football |  |  |  |

| 1 de setembro 14:00 UTC -3 | Relatório | Curitiba Silverhawks | 34–00 | Curitiba Cold Killers |  | Croco Stadium, Curitiba-PR |  |

Terceira Rodada
| 28 de setembro | W.O. | Curitiba Cold Killers | 49–00 | Spartans Football |  |  |  |

| 6 de outubro 13:00 UTC -3 | Relatório | Curitiba Silverhawks | 27–00 | America Big Riders |  | Croco Stadium, Curitiba-PR |  |

## Playoffs
Em itálico, os times que possuem o mando de campo e em negrito os times classificados.
|  | Semifinais | Semifinais           | Semifinais           |    |  | Final          | Final | Final |
|  |            |                      |                      |    |  |                |       |       |
|  | 1º G1      | Bangu Castores       | 28                   |    |  |                |       |       |
|  | 2º G2      | America Big Riders   | 00                   |    |  |                |       |       |
|  |            |                      |                      |    |  | Bangu Castores | 20    |       |
|  |            |                      | Curitiba Silverhawks | 21 |  |                |       |       |
|  | 1º G2      | Curitiba Silverhawks | 38                   |    |  |                |       |       |
|  | 2º G1      | Brasília Pilots      | 14                   |    |  |                |       |       |

### Semifinais
| 9 de novembro 14:00 UTC -3 | Relatório | Bangu Castores | 28–00 | America Big Riders |  | Estádio de Moça Bonita, Rio de Janeiro-RJ |  |

| 10 de novembro 13:00 UTC -3 | Relatório | Brasília Pilots | 14–38 | Curitiba Silverhawks |  | Estádio Chapadinha, Brazlândia-DF |  |

### Final
| 30 de novembro 15:00 UTC -3 | Relatório | Curitiba Silverhawks | 21–20 | Bangu Castores |  | Croco Stadium, Curitiba-PR |  |

## Premiação
| Liga BFA 2019 - Feminino                 |
| Paraná                                   |
| ---------------------------------------- |
| Curitiba Silverhawks Campeão (1º título) |